# 西汉·哈齐米
西汉·哈齐米（1996年2月22日—）是一名马来西亚职业足球运动员，现效力于马来西亚足球超级联赛俱乐部柔佛DT。同时也代表马来西亚国家足球队，司职门将。

## 经历
西汉·哈齐米于2012年在武吉加里尔体育学校开始了他的职业生涯。2013年，他加入了马来西亚FAM联赛的马来西亚幼虎C队。
在离开了马来西亚幼虎C队后，他与吉兰丹签约，但他在吉兰丹的上场时间受到限制。他唯一一次代表吉兰丹上阵是在2016年8月20日马来西亚杯对彭亨的最后一场小组赛中，吉兰丹以0-2不敌彭亨。他也在那场比赛中扑出了一个点球。
2018年，他加盟森美兰，但因在中国参加2018年亞足聯U-23錦標賽时未通过兴奋剂检测而被亚足联禁赛20个月。
2020年，西汉·哈齐米从禁赛中回归，加盟了八打灵再也市。由于卡拉穆拉奥哈菲兹为球会首发，2022年他选择转会回去森美兰。2022年3月4日，在森美兰对阵沙巴的比赛中完成了西汉·哈齐米的第二次处子秀，森美兰以1-0取胜。